# Andrés Gudiño
Andrés Guillermo Gudiño Portillo (ur. 27 stycznia 1997 w Méridzie) – meksykański piłkarz występujący na pozycji bramkarza, od 2022 roku zawodnik Cruz Azul.